# Верхнє Сеченово
Верхнє Се́ченово (рос. Верхнее Сеченово) — присілок у складі Томського району Томської області, Росія. Входить до складу Рибаловського сільського поселення.
Стара назва — Верхнє Сечено.

## Населення
Населення — 167 осіб (2010; 242 у 2002).
Національний склад (станом на 2002 рік):
- росіяни — 90 %